# Club Esportiu Sant Celoni
El Club Esportiu Sant Celoni es un club catalán de fútbol de la ciudad de San Celoni, en el Vallés Oriental.

## Historia
El club fue fundado el 1 de enero de 1913. Entre 1956 y 1962 disputó tres temporadas en Tercera División, jugando con los mejores clubs catalanes de aficionados.

## Actualmente
La temporada 2011-2012 mantiene dos equipos en las competiciones de la Federación Catalana de Fútbol: ocho masculinos (amateur, juvenil, cadete, infantil, dos alevines, benjamín y prebenjamín) y dos femeninos (amateur e infantil-alevín), además de tres equipos de escuela. También tiene un equipo de veteranos en la Associación Fútbol Veteranos Vallès-Maresme y otro que solamente disputa partidos amistosos.
Desde 2009 tiene una sección de voleibol. La temporada 2011-2012 jugarán con un equipo amateur femenino de cuarta división en la Federación Catalana de Voleibol, un juvenil-cadete en el Consell Esportiu del Vallès Oriental, dos equipos mixtos masculino y femenino que disputan diversos torneos y una escuela donde hay un equipo infantil y un equipo alevín-benjamín.

## Temporadas
Hasta la temporada 2011-12 el club ha participado tres temporadas en Tercera División, dos en Primera Catalana y trece en Preferente Territorial.
- 1956-1957: 3.ª División: 11.º
- 1957-1958: 3.ª División: 21º
- 1961-1962: 3.ª División: 16.º

## Instalaciones

### Camp Municipal d'Esports 11 de Setembre

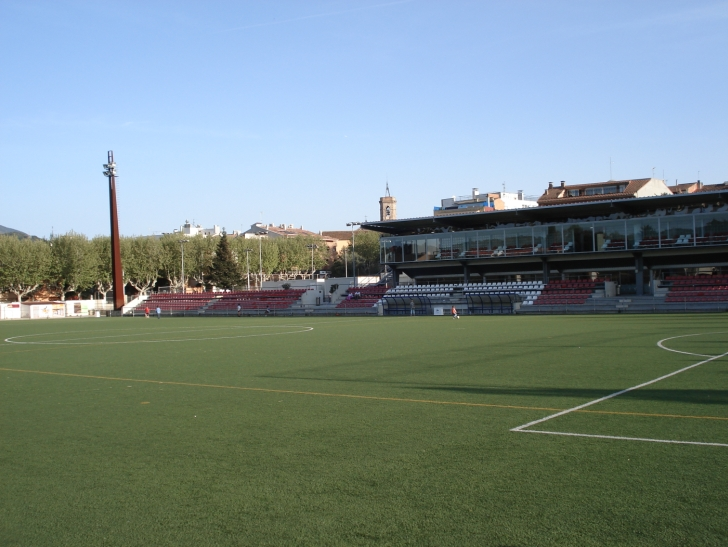
Camp de fútbol sant celoni

Es un estadio con un terreno de juego de 100 x 50 m, orientado de este a oeste, con hierba artificial de primera generación.
El público se puede situar a los lados norte y este, mientras que las gradas están a lo largo del lado sur. Una cuarta parte son descubiertas, la mitad están cubiertas y las demás están cubiertas y cerradas en una vitrina superior.
Está situado entre el paseo de los Esports al oeste, la calle de Esteve Cardelús al norte y la avenida Cataluña al este. Dispone de cuatro entradas: dos por el oeste, una de emergencia por el norte y una por el este, que da al aparcamiento y que actualmente es la única que se utiliza durante los partidos de pago.
En el mismo recinto hay un bar de titularidad municipal que se gestiona por un sistema de concesión administrativa, cinco despachos y una sala polivalente que utilizan las entidades deportivas, y otros equipamientos deportivos, una pista cubierta dedicada tanto al patinaje artístico como al hockey sobre patines, y dos pistas descubiertas equipadas con porterías de fútbol sala y opcionalmente con canastas de baloncesto.
Esta zona deportiva del barrio Residencial Esports se completa con un pabellón de baloncesto, y a cincuenta metros están las instalaciones del Club de Tenis Sant Celoni, con tres pistas, una de pádel y una piscina, y las instalaciones del gimnasio Mètric, que también tienen piscina y pista de tenis.